# 武爾圖雷什蒂鄉 (奧爾特縣)
44°44′N 24°19′E / 44.733°N 24.317°E
武爾圖雷什蒂鄉（羅馬尼亞語：Comuna Vulturești, Olt），是羅馬尼亞的鄉份，位於該國南部，由奧爾特縣負責管轄，面積45平方公里，海拔高度212米，2007年人口2,501，人口密度每平方公里55人。